# Bernardo de Mora

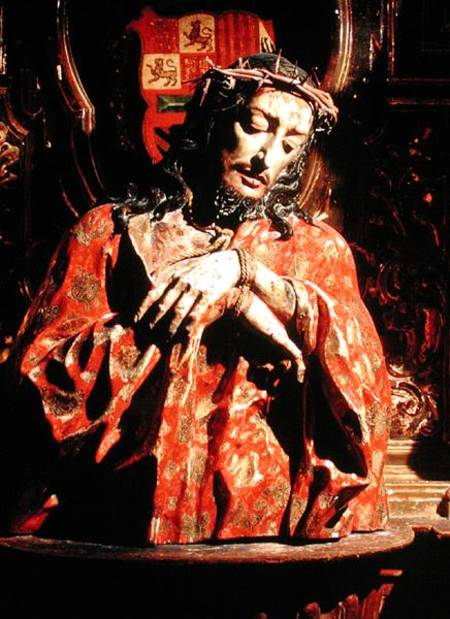
Bernardo de Mora – Ecce Homo (1659)

Bernardo de Mora (* Oktober 1614 in Porreres, Mallorca; † Januar 1684 in Granada) war ein ausschließlich in Andalusien tätiger Bildhauer der Barockzeit; er arbeitete sowohl in Holz als auch mit Stein.

## Leben
Bereits in jungen Jahren auf das spanische Festland gekommen, erhielt er seine Ausbildung in der Werkstatt von Cecilio López, einem Nacheiferer von Alonso de Mena († 1646). Dieser war verheiratet mit seiner Schwester und er selbst ehelichte im Jahr 1641 Damiana, die Tochter des Paares; aus der Ehe gingen mindestens vier Kinder hervor. Nach dem Tod von Alonso de Mena wurde Bernardo de Mora – mit Zustimmung von dessen Sohn Pedro de Mena – sein Nachfolger. Die Ankunft von Alonso Cano in Granada im Jahr 1652 bedeutete einen enormen künstlerischen Aufschwung für die Stadt, denn sowohl Pedro de Mena als auch Bernardo de Mora arbeiteten jahrelang mit Cano zusammen. Im Jahr 1658 ging Mena nach Málaga, während Mora bis zum Tod des großen Meisters († 1667) dessen Arbeit in Granada fortsetzte. Er selbst starb im Jahr 1684.

## Werk
Aufgrund der intensiven Zusammenarbeit der drei Bildhauer sind nur wenige Werke eindeutig Bernardo de Mora selbst zuzuordnen. Das bekannteste ist eine Ecce-Homo-Büste aus dem Jahr 1659 in der Capilla Real von Granada; andere finden sich an der im Jahr 1665 fertiggestellten Fassade der Virgen de las Angustias.